# Burgstall Wallenfels
Der Burgstall Wallenfels, auch Waldenfels genannt, ist eine abgegangene Spornburg auf 255 m ü. NN im Ortsteil Mengshausen der hessischen Gemeinde Niederaula im Landkreis Hersfeld-Rotenburg. Der Burgstall ist heute ein Bodendenkmal.

## Lage
Die Anlage liegt auf einer Bergzunge am auslaufenden, nördlichen Hang der Mengshäuser Kuppe, dessen 473,4 Meter hoher (über NN) Gipfel sich etwa 1,3 Kilometer südlich befindet. 
Im Fuldatal befindet sich etwa 1,5 Kilometer westlich, das Dorf Mengshausen und etwa 2 Kilometer nordöstlich das Dorf Kerspenhausen (jeweils Luftlinie). Beide Dörfer sind heute Ortsteile der Gemeinde Niederaula.
Der Zugang zum Burggelände führt heute über einen alten Forstweg, der am Hang des Walbertsgraben bergauf führt und in den Halsgraben mündet.

## Beschreibung
Die Burganlage liegt auf einem nur 15 Meter über dem Talniveau liegenden Geländesporn. Er wird durch den Bach Walbertsgraben (einem rechten Zufluss der Fulda) und einen kleinen Seitenbach gebildet, der in einem spitzen Winkel auf den Walbertsgraben zu läuft. An der südlichen Seite des Geländespornes, wo das Gelände weiter ansteigt, wurde das Burggelände durch einen leicht gekrümmten, etwa 40 Meter langen Halsgraben vom restlichen Berg getrennt. An der nördlichen Seite, an dem auslaufenden Geländesporn, ist noch ein kurzer Graben mit vorliegendem Wall zu sehen, der das Burggelände hier abschloss. Die dreieckige Gesamtfläche der Burg hatte damit eine Länge von etwa 60 Metern und am Halsgraben eine Breite von etwa 30 Meter. Lage und Größe ähneln damit sehr der Burgruine Milnrode, die nur etwa fünf Kilometer fuldaabwärts auf der anderen Talseite liegt.

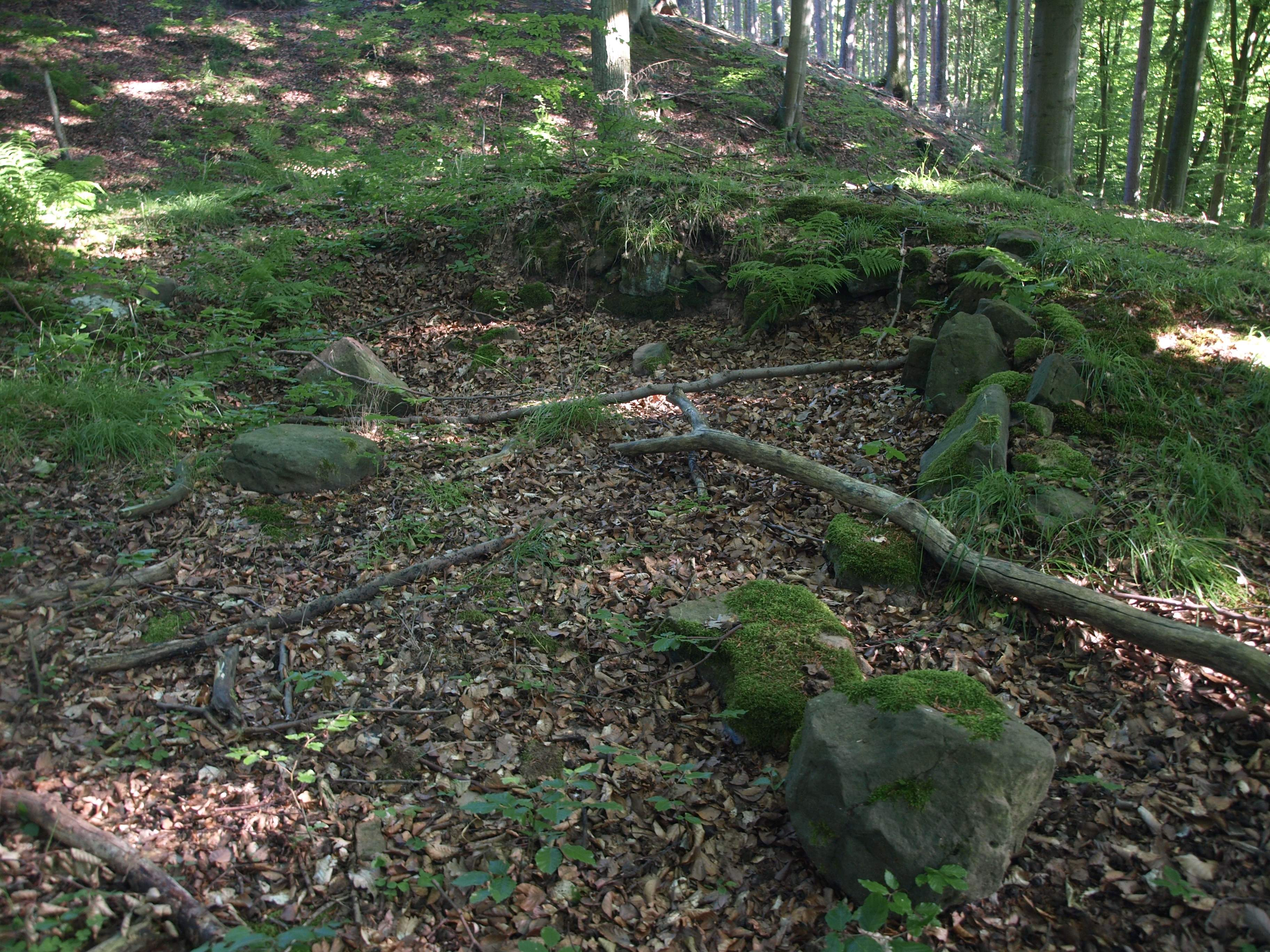
L-förmige Steinsetzung auf dem Burghügel, vermutlich von Grund auf modernen Zeiten zuzuschreiben

Mauerreste der Burg sind heute nicht mehr zur ermitteln. Bei Grabungen von Amateuren in den 1980er Jahren wurde entlang des Halsgrabens ein etwa 20 Meter langes und 1,30 Meter dickes Mauerfundament freigelegt, von dem schon im Jahr 1995 nichts mehr zu sehen war. Dieser Mauerzug gehörte vermutlich zur ehemaligen Ringmauer, die das gesamte Burggelände umschloss. Weitere Teile der Ringmauer sind nicht erkennbar. In moderne Zeiten wird eine schmale L-förmige Steinsetzung datiert, die unmittelbar hinter dem Halsgraben bzw. der in den 1980er Jahren freigelegten Mauer liegt. Weitere Bebauungsspuren sind nicht vorhanden.
Bei Zufallsfunden und bei der Grabung in den 1980er Jahren wurden im Burgbereich mittelalterliche Keramikscherben, gebrannter Flechtwerklehm und Bruchstücke von Dachziegeln gefunden. Danach datierte man diese Burg in die erste Hälfte des 14. Jahrhunderts.

## Geschichte
Die einzige urkundliche Erwähnung der Burg stammt vom 17. Dezember 1327. In dieser Urkunde übereignete der Propst des Klosters Johannesberg seinem Konvent Güter in Kerspenhausen, Hilperhausen und bei Waldenfels ( et probe Waldenfels).
Diese Güter gehörten zuvor wohl den Brüdern Heinrich und Craft von Waldenfels. Es wird davon ausgegangen, dass die Familie von Waldenfels Ministeriale der Abtei Hersfeld waren, die sich nach Burg benannten. Auch Lage und Typ der Burg weisen auf eine Ministerialenburg hin. Die Familie von Waldenfels wird in der Folge nicht mehr erwähnt. Der Abt von Hersfeld als Lehnsherr der Güter überließ nach dem vermuteten Aussterben der Besitzer deren Besitz seiner Propstei. Da in der Folgezeit keine Burg mehr genannt wird, sondern nur noch zugehöriger Besitz, scheint die Burg noch im 14. Jahrhundert aufgegeben worden zu sein.
Im Jahr 1455 wird noch ein „guth zcu Wallesfelsch gelegenn zu halbem wege zuschen Kirspenhusen und Mengeshusen“ genannt. Hier belehnten Dechant Wigant und der Konventuale Arnolt des Klosters Johannesberg den Cort Ottmann mit dem Gut.